# Carl Großheim
Carl Großheim (* 11. August 1843 in  Schönlanke; † 1917 im Heeresdienst) war ein deutscher Sanitätsoffizier.

## Leben
Großheim studierte 1862–1866 am  Medicinisch-chirurgischen Friedrich-Wilhelm-Institut. 1863 schloss er sich dem Pépinière-Corps Franconia an. Er wurde 1866 zum Dr. med. promoviert. 1868–1870 war er an das  Krankenhaus der Barmherzigkeit in  Königsberg i. Pr. kommandiert. Anschließend war er zwei Jahre Assistenzarzt I. Klasse beim Korpsarzt des  XIII. (Königlich Württembergischen) Armee-Korps. Mit ihm nahm er am  Deutsch-Französischen Krieg teil. In der Medizinalabteilung des Kriegsministeriums war er Hilfsreferent, Referent und Abteilungschef. Als Kommissar und Delegierter des Ministeriums reiste er zu den Weltausstellungen in Philadelphia (1876) und Chicago (1893) und zu internationalen Kongressen. Zum Teil mehrfach besuchte er Krankenanstalten in Budapest, Skandinavien und Italien. Zuletzt war er in Frankfurt am Main Korpsarzt des XVIII. Armee-Korps. Als Generalarzt mit dem Rang eines Generalmajors schied er im November 1904 aus dem aktiven Dienst aus. Als Generalarzt z. D. und  charakterisierter Obergeneralarzt lebten Exzellenz in Berlin. Im Ersten Weltkrieg war er stellvertretender Direktor der Kaiser-Wilhelms-Akademie.